# Aegocera
Aegocera là một chi bướm đêm thuộc họ Noctuidae.

## Hình ảnh

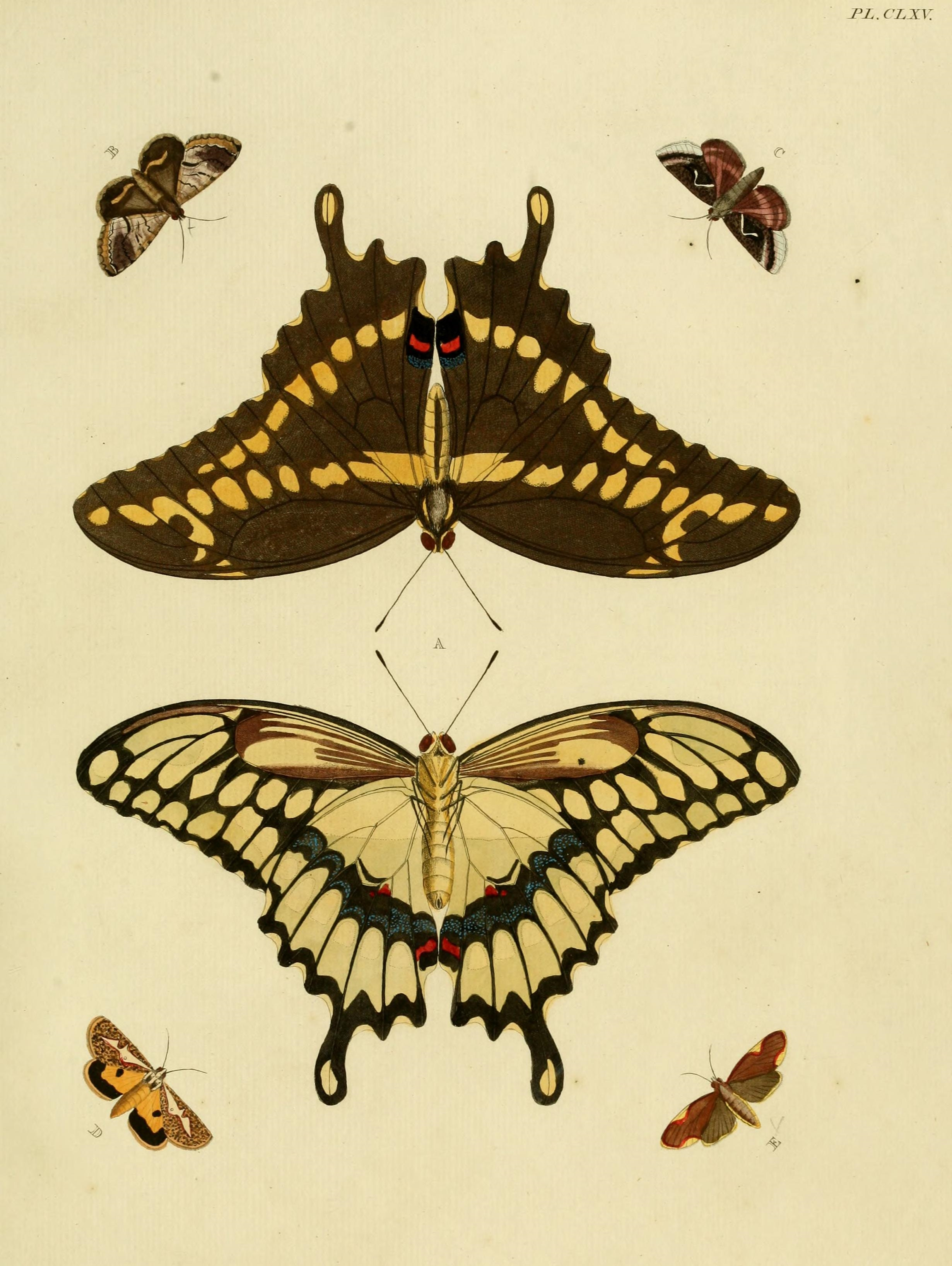

## Các loài
- Aegocera bimacula Walker, 1854
- Aegocera tripartita Kirby, 1880
- Aegocera venulia Cramer, [1777]